# 黄永砯
黄永砯（1954年2月19日—2019年10月19日），福建厦门人，中国当代艺术家，“85新潮”的代表人物，1999年獲得法籍。他的作品集多种媒体与文化影响于一身，但受达达主义理智的抽象和中国数秘术即命理学传统的影响更重。作为1980年代厦门达达（Xiamen Dada group）的创始人，他的现代雕塑装置包括活蛇与鞋子等非正统的材料。他的许多雕塑作品都是大型的，有些的尺寸甚至达数十米。

## 生平
1954年，黄永砯出生于中国福建省厦门。1986年组织厦门达达。1989年到法國參加蓬皮杜藝術中心大展《大地魔術師》，後留居巴黎，1999年入籍法國。近年回中國創作。与徐冰、蔡国强、谷文达并称中国当代艺术的“四大天王”。2019年10月20日病逝於巴黎。